# Hermann Ilaender
Hermann Ilaender (* 13. November 1933 in Gelsenkirchen-Buer; † 21. Juli 2021) war ein deutscher Politiker (CDU), Verwaltungsbeamter und Verbandsfunktionär. Er war von 1983 bis 1999 Bürgermeister der Verbandsgemeinde Bad Hönningen und von 1995 bis 2007 Präsident des Deutschen Forstwirtschaftsrates (DFWR).

## Leben und Beruf
Nach Abschluss einer Verwaltungsausbildung führten ihn seine beruflichen Stationen von der Stadtverwaltung Soest über die Landkreisverwaltung Bonn zur Verwaltung des Deutschen Bundestages in Bonn. Dort engagierte sich Hermann Ilaender als Vorsitzender des Personalrates, wofür er 1980 das Bundesverdienstkreuz am Bande erhielt. Im Mai 1983 zum Bürgermeister der Verbandsgemeinde Bad Hönningen gewählt, trat er das Amt am 1. Oktober 1983 an und hatte es bis zu seiner Pensionierung im September 1999 inne. Die Verbandsgemeinde Bad Hönningen gehört mit rund 3700 Hektar Wald – das sind mehr als 64 Prozent ihrer Gesamtfläche – zu den waldreichsten Kommunen in Rheinland-Pfalz, wobei ihr davon selbst etwa 1600 Hektar als Kommunalwald gehören. Dieser Schwerpunkt regte Ilaender dazu an, sich auch über die eigentliche dienstliche Tätigkeit hinaus für die Belange des Kommunal- und Privatwaldes einzusetzen.
Hermann Ilaender wohnte in Bad Hönningen. Er verstarb Ende Juli 2021.

## Politik
Ilaender war Mitglied der CDU. Er gehörte für seine Partei dem Kreistag Neuwied an, wo er auch in mehreren Fachausschüssen vertreten war.

## Öffentliche Ämter
Über seine Aufgaben als Bürgermeister der sehr waldreichen Verbandsgemeinde Bad Hönningen ergab es sich für Hermann Ilaender, in einer ganzen Reihe forstlicher Organisationen mitzuwirken. So engagierte er sich von 1990 bis 2007 als Vorsitzender des Waldbesitzerverbandes Rheinland-Pfalz und war von 1991 bis 1995 auch stellvertretender Vorsitzender der Arbeitsgemeinschaft Deutscher Waldbesitzerverbände (AGDW) sowie von 1994 bis 2009 Vizepräsident des Deutschen Forstvereins. Er war Vorstandsmitglied bei der Stiftung Wald in Not, gehörte dem Bezirksforstausschuss des Regierungsbezirks Koblenz, dem Landesforstausschuss Rheinland-Pfalz und dem Forstausschuss der Landwirtschaftskammer Rheinland-Pfalz sowie dem Kuratorium der Fachhochschule für Forstwirtschaft in Rottenburg am Neckar an. Außerdem war er Geschäftsführer des Vereins „Naturpark Rhein-Westerwald e. V.“.
Im Deutschen Forstwirtschaftsrat (DFWR) war Hermann Ilaender seit 1989 als Vertreter des Körperschaftswaldes in der Mitgliederversammlung und seit 1992 als Vertreter der Arbeitsgemeinschaft Deutscher Waldbesitzerverbände auch im Präsidium aktiv. Am 22. Juni 1995 wurde er bei der Mitgliederversammlung in Celle als Nachfolger Erich Naujacks zum 9. Präsidenten des Deutschen Forstwirtschaftsrates gewählt.
Obwohl Ilaender stets nachdrücklich darauf hingewiesen hat, dass in Deutschland eine nachhaltige Forstwirtschaft kraft Gesetz flächendeckend sichergestellt ist und zunächst eine Forstzertifizierung ablehnte, versperrten er und der DFWR sich einem solchen System letztlich nicht. Auf internationaler Ebene war Ilaender in der Folge maßgeblich an der Entwicklung des Pan-europäischen Forst-Zertifizierungssystems (PEFC) beteiligt. Er betätigte sich für Deutschland im Pan-europäischen Forstzertifizierungsrat (PEFCC) als dessen stellvertretender Vorsitzender von 1999 bis 2002 und war auch Mitglied im Deutschen Forst-Zertifizierungsrat. Unter seiner Leitung begründete der Deutsche Forstwirtschaftsrat schließlich die PEFC-Forstzertifizierung in Deutschland und entwickelte diese zur PEFC-Deutschland e. V. als eigenständige Organisation weiter. Dieses Zertifizierungssystem hatte großen Erfolg und dominierte gegenüber dem Konkurrenzverfahren Forest Stewardship Council (FSC), sodass im Jahr 2007 rund 65 Prozent der deutschen Waldfläche nach den PEFC-Kriterien bewirtschaftet werden.
Daneben setzte sich Ilaender für eine effektivere Holzabsatzförderung ein und vertrat im Vorstand des Holzabsatzfonds seit dessen Neuorganisation im Oktober 1999 die Interessen der deutschen Forstwirtschaft. Er war Mitinitiator der „Charta für Holz“, einem Maßnahmenpaket der Bundesregierung mit dem Ziel, den Holzabsatz in Deutschland um 20 Prozent zu steigern. Im Sommer 2006 vereinbarten der Deutsche Forstwirtschaftsrat und der Deutsche Holzwirtschaftsrat, einen Verbandscluster „Plattform Forst & Holz“ für eine nachhaltige Entwicklung dieser beiden Wirtschaftsbereiche zu bilden. Die Vereinbarung wurde schließlich am 8. Mai 2007 in Fulda unterzeichnet.
Anfang 2005 unterzeichneten DFWR und der Verband der Deutschen Säge- und Holzindustrie (VDS) zudem die gemeinsam geschaffene „Rahmenvereinbarung Werksvermessung“ als bundesweit gültiges Regelwerk für die automatisierte Vermessung von Rundholz, die den gemeinsamen Anforderungskatalog zur Werksvermessung aus dem Jahr 1994 ersetzte.
Um die insgesamt nicht einfache politische, wirtschaftliche und gesellschaftliche Situation der Forstwirtschaft und der nachhaltigen Holznutzung in Deutschland zu verbessern, forderte Ilaender nicht nur stets eine verstärkte Öffentlichkeitsarbeit, sondern stieß auch den ersten Deutschen Waldgipfel als Dialog zwischen den „Nutzern“ und den „Schützern“ des Waldes an. Viele der Gipfelteilnehmer unterschrieben dann am 23. Oktober 2001 einen gemeinsam formulierten „gesellschaftlichen Vertrag“, der die nachhaltige Waldbewirtschaftung und Holznutzung in Deutschland bei gleichzeitiger Förderung der Schutz- und Erholungsfunktionen des Waldes zum Inhalt hatte.
Während der Jahrestagung des Deutschen Forstwirtschaftsrates am 5. Juni 2007 im Biebricher Schloss in Wiesbaden schied Hermann Ilaender aus seinem Amt als Präsident des Deutschen Forstwirtschaftsrates aus. Er wurde einstimmig zum Ehrenpräsidenten des DFWR gewählt. Zu seinem Nachfolger wählten die Mitglieder den CDU-Politiker Georg Schirmbeck. Gleichzeitig verlieh die Georg-Ludwig-Hartig-Stiftung Ilaender für seine Verdienste den mit 5.000 Euro dotierten Georg-Ludwig-Hartig-Preis.
Schirmbeck übernahm Ende Dezember 2008 schließlich in der Nachfolge Ilaenders auch das Amt des stellvertretenden Vorsitzenden für die Forstwirtschaft im Vorstand des Holzabsatzfonds. Seine Mitgliedschaft im Aufsichtsrat der ZMP behielt Ilaender indes bis zu deren Liquidation im Jahr 2009 bei. Er war zudem korrespondierendes Mitglied des Kuratoriums für Waldarbeit und Forsttechnik (KWF).

## Ehrungen
- 1980 – Verleihung des Bundesverdienstkreuzes am Bande für seinen Einsatz für die Belange der Mitarbeiter als Vorsitzender des Personalrates des Deutschen Bundestages
- 2003 – Verleihung des Verdienstkreuzes I. Klasse des Verdienstordens der Bundesrepublik Deutschland anlässlich seines 70. Geburtstages am 13. November 2003
- 2004 – Goldenes Ehrenzeichen der Finnischen Staatsforsten
- 2007 – Georg-Ludwig-Hartig-Preis der Georg-Ludwig-Hartig-Stiftung, Wiesbaden
- 2008 – Silberne Medaille der Landwirtschaftskammer Rheinland-Pfalz[10][11]
- 2008 – Professor-Niklas-Medaille in Silber, die höchste Auszeichnung des Bundesministeriums für Ernährung, Landwirtschaft und Verbraucherschutz (BMELV)